# Keiki

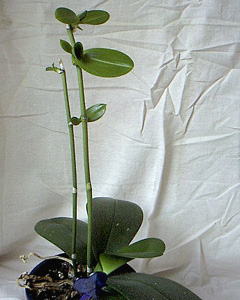
Keiki na pędzie falenopsisa

Keiki (z języka hawajskiego: dziecko) – u storczyków młoda roślina wyrastająca zamiast rozgałęzienia z jednego z węzłów na pędzie kwiatowym (np. u roślin z rodzaju falenopsis) lub bezpośrednio na bulwie. Jest rodzajem rozmnóżki. Keiki powstaje w wyniku zgromadzenia się dużych ilości hormonów wzrostu. Może to nastąpić w wyniku naturalnych procesów rozwojowych, lub można tego dokonać sztucznie przez nałożenie specjalnego środka hormonalnego (tę metodę stosuje się w uprawach). Otrzymane w ten sposób rośliny potomne są klonami rośliny macierzystej.